# ADO Den Haag in het seizoen 2012/13 (mannen)
Het seizoen 2012/13 wordt het 108e jaar in het bestaan van de Haagsche voetbalclub ADO Den Haag. De Hagenezen nemen deel aan de Eredivisie, en het toernooi om de KNVB beker

## Selectie en staf

### Selectie 2012/13
| #    | Naam                     | Land      | Positie      | E. | Voetbal | Kreeg geel | Kreeg voor de tweede keer geel en dus rood | Weggestuurd | B. | Voetbal | Kreeg geel | Kreeg voor de tweede keer geel en dus rood | Weggestuurd | T. | Voetbal | Kreeg geel | Kreeg voor de tweede keer geel en dus rood | Weggestuurd |
| ---- | ------------------------ | --------- | ------------ | -- | ------- | ---------- | ------------------------------------------ | ----------- | -- | ------- | ---------- | ------------------------------------------ | ----------- | -- | ------- | ---------- | ------------------------------------------ | ----------- |
| 1    | Gino Coutinho            | Nederland | Doelman      | 26 | 0       | 1          | 0                                          | 0           | 0  | 0       | 0          | 0                                          | 0           | 26 | 0       | 1          | 0                                          | 0           |
| ..2  | Ahmed Ammi               | Nederland | Verdediger   | 0  | 0       | 0          | 0                                          | 0           | 0  | 0       | 0          | 0                                          | 0           | 0  | 0       | 0          | 0                                          | 0           |
| 3    | Vito Wormgoor            | Nederland | Verdediger   | 32 | 1       | 6          | 0                                          | 1           | 2  | 0       | 0          | 0                                          | 0           | 34 | 1       | 6          | 0                                          | 1           |
| 33   | Gábor Horváth            | Hongarije | Verdediger   | 3  | 0       | 0          | 0                                          | 0           | 0  | 0       | 0          | 0                                          | 0           | 3  | 0       | 0          | 0                                          | 0           |
| 20   | Ramon Leeuwin            | Nederland | Verdediger   | 4  | 0       | 0          | 0                                          | 0           | 0  | 0       | 0          | 0                                          | 0           | 4  | 0       | 0          | 0                                          | 0           |
| 14   | Kevin Visser             | Nederland | Middenvelder | 19 | 0       | 1          | 0                                          | 0           | 1  | 0       | 1          | 0                                          | 0           | 20 | 0       | 2          | 0                                          | 0           |
| ..10 | Jens Toornstra           | Nederland | Middenvelder | 20 | 5       | 4          | 0                                          | 0           | 2  | 1       | 0          | 0                                          | 0           | 22 | 6       | 4          | 0                                          | 0           |
| 7    | Kevin Jansen             | Nederland | Middenvelder | 31 | 2       | 4          | 0                                          | 1           | 1  | 0       | 0          | 0                                          | 0           | 33 | 2       | 4          | 0                                          | 1           |
| ..12 | Aleksandar Radosavljevič | Slovenië  | Middenvelder | 0  | 0       | 0          | 0                                          | 0           | 0  | 0       | 0          | 0                                          | 0           | 0  | 0       | 0          | 0                                          | 0           |
| 6    | Danny Holla              | Nederland | Middenvelder | 28 | 11      | 11         | 0                                          | 1           | 1  | 0       | 0          | 0                                          | 0           | 29 | 11      | 11         | 0                                          | 1           |
| 11   | Tjaronn Chery            | Nederland | Middenvelder | 32 | 8       | 4          | 0                                          | 1           | 2  | 0       | 0          | 0                                          | 0           | 34 | 8       | 4          | 0                                          | 1           |
| 16   | Paul Mulders             | Nederland | Middenvelder | 0  | 0       | 0          | 0                                          | 0           | 0  | 0       | 0          | 0                                          | 0           | 0  | 0       | 0          | 0                                          | 0           |
| 5    | Christian Supusepa       | Nederland | Verdediger   | 20 | 0       | 1          | 0                                          | 0           | 1  | 0       | 0          | 0                                          | 0           | 21 | 0       | 1          | 0                                          | 0           |
| 22   | Robert Zwinkels          | Nederland | Doelman      | 7  | 0       | 0          | 0                                          | 0           | 2  | 0       | 0          | 0                                          | 0           | 9  | 0       | 0          | 0                                          | 0           |
| 24   | Martijn de Zwart         | Nederland | Doelman      | 2  | 0       | 0          | 0                                          | 0           | 0  | 0       | 0          | 0                                          | 0           | 2  | 0       | 0          | 0                                          | 0           |
| 19   | Mike van Duinen          | Nederland | Aanvaller    | 33 | 11      | 2          | 0                                          | 0           | 2  | 0       | 1          | 0                                          | 0           | 35 | 11      | 3          | 0                                          | 0           |
| 17   | Stanley Elbers           | Nederland | Aanvaller    | 5  | 0       | 1          | 0                                          | 0           | 2  | 0       | 0          | 0                                          | 0           | 7  | 0       | 1          | 0                                          | 0           |
| 28   | Adil Tihouna             | Nederland | Middenvelder | 0  | 0       | 0          | 0                                          | 0           | 0  | 0       | 0          | 0                                          | 0           | 0  | 0       | 0          | 0                                          | 0           |
| 36   | Charlton Vicento         | Nederland | Aanvaller    | 29 | 3       | 2          | 0                                          | 1           | 2  | 1       | 0          | 0                                          | 0           | 31 | 4       | 2          | 0                                          | 1           |
| 8    | Aaron Meijers            | Nederland | Middenvelder | 30 | 0       | 9          | 1                                          | 0           | 2  | 0       | 0          | 0                                          | 0           | 32 | 0       | 9          | 1                                          | 0           |
| 15   | Dion Malone              | Nederland | Verdediger   | 26 | 0       | 5          | 0                                          | 0           | 2  | 0       | 0          | 0                                          | 0           | 27 | 0       | 5          | 0                                          | 0           |
| 9    | Rydell Poepon            | Nederland | Aanvaller    | 27 | 3       | 1          | 0                                          | 0           | 2  | 0       | 0          | 0                                          | 0           | 29 | 3       | 1          | 0                                          | 0           |
| ..21 | Kevin Tano               | Nederland | Aanvaller    | 0  | 0       | 0          | 0                                          | 0           | 0  | 0       | 0          | 0                                          | 0           | 0  | 0       | 0          | 0                                          | 0           |
| 18   | Tom Beugelsdijk          | Nederland | Verdediger   | 28 | 2       | 6          | 0                                          | 1           | 2  | 0       | 0          | 0                                          | 0           | 30 | 2       | 6          | 0                                          | 1           |
| 23   | Giovanni Korte           | Nederland | Aanvaller    | 1  | 0       | 0          | 0                                          | 0           | 0  | 0       | 0          | 0                                          | 0           | 1  | 0       | 0          | 0                                          | 0           |
| 29   | Tom Broekhuizen          | Nederland | Middenvelder | 0  | 0       | 0          | 0                                          | 0           | 0  | 0       | 0          | 0                                          | 0           | 0  | 0       | 0          | 0                                          | 0           |
| 4    | Kenneth Omeruo           | Nigeria   | Verdediger   | 27 | 0       | 6          | 0                                          | 0           | 2  | 0       | 0          | 0                                          | 0           | 29 | 0       | 6          | 0                                          | 0           |
| 12   | Santi Kolk               | Nederland | Aanvaller    | 13 | 2       | 1          | 0                                          | 0           | 0  | 0       | 0          | 0                                          | 0           | 13 | 2       | 1          | 0                                          | 0           |
| 2    | Dico Koppers             | Nederland | Verdediger   | 14 | 0       | 2          | 0                                          | 0           | 0  | 0       | 0          | 0                                          | 0           | 14 | 0       | 2          | 0                                          | 0           |
| 27   | Danny Bakker             | Nederland | Middenvelder | 1  | 0       | 0          | 0                                          | 0           | 0  | 0       | 0          | 0                                          | 0           | 1  | 0       | 0          | 0                                          | 0           |
| 13   | Bas Meeuwissen           | Nederland | Doelman      | 0  | 0       | 0          | 0                                          | 0           | 0  | 0       | 0          | 0                                          | 0           | 0  | 0       | 0          | 0                                          | 0           |
| .    | Papito Merencia          | Nederland | Middenvelder | 0  | 0       | 0          | 0                                          | 0           | 0  | 0       | 0          | 0                                          | 0           | 0  | 0       | 0          | 0                                          | 0           |

(.. = Speler is tijdens seizoen verhuurd/verkocht)

### Transfers
Zomerstop 2012: vertrokken
- Ali Boussaboun → Quick
- Chiró N'Toko → Barnet F.C.
- Milan Lalkovič → was gehuurd van Chelsea
- Jaap van Duijn → SV Spakenburg
- Diego Liefden → Jodan Boys
- John Verhoek → FSV Frankfurt (was gehuurd van Stade Rennes)
- Tim de Rijk → Alphense Boys
- Ebi Smolarek → Jagiellonia Białystok
- Lex Immers → Feyenoord
- Filip Lukšík → Slovan Bratislava
- Christian Kum → SC Heerenveen
- Garry Mendes Rodrigues → verhuurd aan FC Dordrecht (komt over van FC Boshuizen)
- Ahmed Ammi → verhuurd aan VVV-Venlo
- Aleksandar Radosavljevič → verhuurd aan VVV-Venlo

Zomerstop 2012: aangetrokken
- Aaron Meijers → RKC Waalwijk (transfervrij)
- Vito Wormgoor → BV De Graafschap (transfervrij)
- Dion Malone → Almere City FC (transfervrij)
- Kevin Jansen → Feyenoord
- Rydell Poepon → De Graafschap
- Danny Holla → FC Groningen
- Tom Beugelsdijk → was verhuurd aan FC Dordrecht
- Kevin Tano → was verhuurd aan FC Dordrecht
- Giovanni Korte → eigen jeugd

Winterstop 2013: vertrokken
- Jens Toornstra → FC Utrecht
- Kevin Tano → verhuurd aan FC Dordrecht
- Garry Mendes Rodrigues → Levski Sofia (was verhuurd aan FC Dordrecht)

Winterstop 2013: aangetrokken
- Santi Kolk → clubloos
- Dico Koppers → gehuurd van Ajax
- Danny Bakker → eigen jeugd
- Bas Meeuwissen → eigen jeugd
- Papito Merencia → eigen jeugd

### Technische staf
| Naam                 | Functie                  |
| -------------------- | ------------------------ |
| Henk Fraser          | (Tijdelijk) hoofdtrainer |
| Ekrem Kahya*         | Assistent-trainer        |
| Wilfred van Leeuwen* | Hoofd opleidingen        |
| Jacques Storm        | Keeperstrainer           |
| Rick Hoogendorp      | Spitsentrainer           |
| Dino Nunes           | Verzorger                |
| André van Es         | Materiaalman             |
| Rob Ravestein        | Logistics                |
| Jurgen Seegers       | Loop- en hersteltrainer  |
| Jillis Zevenbergen   | Teammanager              |
| Edwin Coret          | Fysiotherapeut           |
| Ed Beeftink          | Clubarts                 |
| Philip Nijgh         | Spelersbegeleider        |

- In Januari 2013 koos Wilfred van Leeuwen ervoor om zich alleen nog maar te focussen op de functie als hoofd opleidingen en zijn functie als assistent-trainer neer te leggen. Hierdoor schoof Ekrem Kahya door vanuit de A1.

## Statistieken ADO Den Haag 2012/13

### Clubtopscorers 2012/13
| #   | Naam               | Competitie | KNVB Beker | Totaal |
| --- | ------------------ | ---------- | ---------- | ------ |
| 1.  | Danny Holla        | 11         | 0          | 11     |
| 2.  | Mike van Duinen    | 11         | 0          | 11     |
| 3.  | Tjaronn Chery      | 8          | 0          | 8      |
| 4.  | Jens Toornstra (*) | 5          | 1          | 6      |
| 5.  | Charlton Vicento   | 3          | 1          | 4      |
| 6.  | Rydell Poepon      | 3          | 0          | 3      |
| 7.  | Tom Beugelsdijk    | 2          | 0          | 2      |
| 8.  | Kevin Jansen       | 2          | 0          | 2      |
| 9.  | Santi Kolk         | 2          | 0          | 2      |
| 10. | Vito Wormgoor      | 1          | 0          | 1      |

(*) = Speler is inmiddels vertrokken

### Tussenstand ADO Den Haag in Nederlandse Eredivisie 2012/13
| Stand | Gespeeld | Gewonnen | Gelijk | Verloren | Punten | Doelpunten voor | Doelpunten tegen | Gele kaarten | Rode kaarten |
| ----- | -------- | -------- | ------ | -------- | ------ | --------------- | ---------------- | ------------ | ------------ |
| 9e    | 34       | 9        | 13     | 12       | 40     | 49              | 63               | 67           | 7            |

### Stand, punten en doelpunten per speelronde 2012/13
| Speelronde                       | 1  | 2   | 3  | 4  | 5  | 6  | 7  | 8  | 9  | 10 | 11 | 12 | 13  | 14 | 15 | 16 | 17 | 18 | 19 | 20 | 21 | 22 | 23 | 24 | 25 | 26 | 27 | 28 | 29 | 30  | 31  | 32  | 33 | 34 | Totaal |
| -------------------------------- | -- | --- | -- | -- | -- | -- | -- | -- | -- | -- | -- | -- | --- | -- | -- | -- | -- | -- | -- | -- | -- | -- | -- | -- | -- | -- | -- | -- | -- | --- | --- | --- | -- | -- | ------ |
| Aantal punten per speelronde     | 1  | 1   | 3  | 0  | 3  | 1  | 1  | 1  | 0  | 3  | 1  | 1  | 0   | 3  | 0  | 1  | 0  | 3  | 1  | 1  | 0  | 3  | 3  | 1  | 3  | 1  | 0  | 0  | 0  | 0   | 0   | 1   | 3  | 0  |        |
| Aantal punten na speelronde      | 1  | 2   | 5  | 5  | 8  | 9  | 10 | 11 | 11 | 14 | 15 | 16 | 16  | 19 | 19 | 20 | 20 | 23 | 24 | 25 | 25 | 28 | 31 | 32 | 35 | 36 | 36 | 36 | 36 | 36  | 36  | 37  | 40 | 40 | 40     |
| Stand na speelronde              | 5e | 10e | 7e | 8e | 6e | 7e | 7e | 7e | 8e | 8e | 8e | 8e | 10e | 8e | 8e | 9e | 9e | 8e | 7e | 8e | 8e | 8e | 8e | 8e | 8e | 7e | 7e | 8e | 9e | 10e | 12e | 10e | 9e | 9e | 9e     |
| Aantal doelpunten per speelronde | 2  | 2   | 4  | 0  | 3  | 1  | 3  | 1  | 1  | 2  | 0  | 2  | 1   | 3  | 0  | 1  | 2  | 2  | 1  | 2  | 0  | 2  | 2  | 1  | 3  | 1  | 0  | 0  | 0  | 1   | 1   | 1   | 2  | 2  |        |
| Aantal doelpunten na speelronde  | 2  | 4   | 8  | 8  | 11 | 12 | 15 | 16 | 17 | 19 | 19 | 21 | 22  | 25 | 25 | 26 | 28 | 30 | 31 | 33 | 33 | 35 | 37 | 38 | 41 | 42 | 42 | 42 | 42 | 43  | 44  | 45  | 47 | 49 | 49     |

## Uitslagen

### Oefenwedstrijden
| 1e oefenwedstrijd | HVV Laakkwartier    | 1 - 9 (0 - 4)                                               | ADO Den Haag                                                                                      | Selectie ADO Den Haag: |
| za. 07 juli 2012 Aanvangstijd: 17:00 uur Plaats: Den Haag Sportcomplex Jan van Beersstraat (HVV Laakkwartier) Toeschouwers: 2.000 Scheidsrechter: Wagner | Tom van de Burg 50' | 0 - 1 0 - 2 0 - 3 0 - 4 1 - 4 1 - 5 1 - 6 1 - 7 1 - 8 1 - 9 | 6' Toornstra 12' Jansen 15' Vicento 45' Poepon 59' Tano 63' Çiftçi 64' Çiftçi 85' Holla 88' Chery | OPSTELLING 1e HELFT: Zwinkels - Malone, Beugelsdijk, Horváth, Supusepa - Toornstra, Radosavljevič, Jansen - Elbers, Poepon, Vicento OPSTELLING 2e HELFT: De Zwart - Ammi, Omeruo, Wormgoor, Meijers - Visser, Holla, Chery - Tano, Van Duinen, Çiftçi |
| |                     |                                                             |                                                                                                   | |

- Zaterdag 14 juli 15.00 uur ADO Den Haag - KV Kortrijk bij Laakkwartier.
- Zaterdag 21 juli 16.00 uur Westlands Elftal - ADO Den Haag bij Lyra.
- Woensdag 25 juli 19.00 uur ADO Den Haag - FC Dordrecht bij Laakkwartier.
- Zaterdag 28 juli 16.00 uur Rijnsburgse Boys - ADO Den Haag bij Rijnsburgse Boys.
- Woensdag 1 augustus 19.00 uur ADO Den Haag - FC Volendam bij Laakkwartier.
- Zaterdag 4 augustus 17.00 uur ADO Den Haag - Newcastle United, in het Kyocera stadion.

________________________________________________________________________________________________________________________________________________________________________________________________

### KNVB Beker

#### 2e Ronde
| Tweede Ronde | IJsselmeervogels | 0 - 2 (0 - 1) | ADO Den Haag                                       | Selectie ADO Den Haag: |
| wo. 26 september 2012 Aanvangstijd: 20:00 uur Plaats: Spakenburg Sportpark De Westmaat Toeschouwers: ... Scheidsrechter: Higler |                  | 0 - 1 0 - 2   | 5' Toornstra 53' Van Duinen 90' Visser 90' Vicento | BASISOPSTELLING: Zwinkels - Omeruo, Wormgoor, Beugelsdijk, Supusepa - Toornstra , Visser, Meijers - Chery, Poepon, Van Duinen RESERVEBANK: De Zwart, Malone, Jansen, Broekhuizen, Elbers, Tano, Vicento WISSELS: 62' Elbers Supusepa 75' Vicento Poepon 87' Malone Omeruo |
| |                  |               |                                                    | |

Afwezig: Leeuwin, Horváth, Coutinho, Holla (blessure)

#### 3e Ronde
| Derde Ronde | FC Groningen        | 1 - 0 (1 - 0) | ADO Den Haag | Selectie ADO Den Haag: |
| di. 30 oktober 2012 Aanvangstijd: 20:45 uur Plaats: Groningen Euroborg Toeschouwers: 13.000 Scheidsrechter: Kuipers | De Leeuw (Kirm) 33' | 1 - 0         |              | BASISOPSTELLING: Zwinkels - Malone, Wormgoor, Beugelsdijk, Meijers - Toornstra, Holla , Jansen - Chery, Poepon, Van Duinen RESERVEBANK: De Zwart, Omeruo, Horváth, Supusepa, Visser, Elbers, Vicento WISSELS: 46' Omeruo Wormgoor 59' Vicento Chery 83' Elbers Poepon |
| |                     |               |              | |

Afwezig: Leeuwin, Coutinho (blessure)
________________________________________________________________________________________________________________________________________________________________________________________________

### Eredivisie

#### Augustus
| 1e speelronde | Vitesse                                     | 2 - 2 (0 - 0)           | ADO Den Haag                                                                                              | Selectie ADO Den Haag: |
| zo. 12 augustus 2012 Aanvangstijd: 14:30 uur Plaats: Arnhem Gelredome Toeschouwers: 13.499 Scheidsrechter: Kuipers | Bony (Van Ginkel) 54' Reis (vrije trap) 72' | 0 - 1 1 - 1 1 - 2 2 - 2 | 10' Omeruo 35' Toornstra 40' Jansen 53' Chery (Omeruo) 57' Holla (Poepon) 62' Chery 67' Holla 90' Meijers | BASISOPSTELLING: Coutinho - Omeruo, Wormgoor, Horváth, Meijers - Toornstra, Holla , Jansen - Chery, Poepon, Van Duinen RESERVEBANK: Zwinkels, Malone, Beugelsdijk, Supusepa, Elbers, Tano, Vicento WISSELS: 77' Malone Van Duinen 85' Vicento Poepon 90' Supusepa Meijers |
| |                                             |                         | | |

Afwezig: Leeuwin (blessure), Visser (geschorst)
| 2e speelronde | ADO Den Haag                                                                | 2 - 2 (1 - 1)           | RKC Waalwijk                                          | Selectie ADO Den Haag: |
| zo. 19 augustus 2012 Aanvangstijd: 14:30 uur Plaats: Den Haag Kyocera Stadion Toeschouwers: 10.211 Scheidsrechter: Sanders | Wormgoor (afvallende bal) 18' Holla 77' Omeruo 79' Holla (vrije trap) 90+2' | 0 - 1 1 - 1 1 - 2 2 - 2 | 14' Chevalier (Braber) 30', 67' Bandjar 89' Chevalier | BASISOPSTELLING: Coutinho - Omeruo, Wormgoor, Horváth, Meijers - Toornstra, Holla , Jansen - Chery, Poepon, Van Duinen RESERVEBANK: Zwinkels, Malone, Beugelsdijk, Supusepa, Elbers, Tano, Vicento WISSELS: 30' Supusepa Horváth 65' Vicento Van Duinen 81' Elbers Supusepa |
| |                                                                             |                         |                                                       | |

Afwezig: Leeuwin (blessure), Visser (geschorst)
| 3e speelronde                                                                                                   | VVV Venlo                                             | 2 - 4 (1 - 1)                       | ADO Den Haag                                                                                              | Selectie ADO Den Haag: |
| za. 25 augustus 2012 Aanvangstijd: 19:45 uur Plaats: Venlo De Koel Toeschouwers: 7.000 Scheidsrechter: Kamphuis | Seip (Yoshida) 9' Joppen 41' Vorstermans (Nwofor) 80' | 1 - 0 1 - 1 1 - 2 1 - 3 2 - 3 2 - 4 | 33' Van Duinen (Toornstra) 48' Chery (Van Duinen) 51' Toornstra (Poepon) 56' Wormgoor 86' Chery (Meijers) | BASISOPSTELLING: Coutinho - Omeruo, Wormgoor, Supusepa, Meijers - Toornstra, Holla , Jansen - Chery, Poepon, Van Duinen RESERVEBANK: Zwinkels, Malone, Beugelsdijk, Visser, Elbers, Tano, Vicento WISSELS: 65' Visser Jansen 89' Vicento Van Duinen 90' Beugelsdijk Chery |
| |                                                       |                                     | | |

Afwezig: Leeuwin, Horváth (blessure)
| 4e speelronde | ADO Den Haag             | 0 - 1 (0 - 1) | FC Groningen                              | Selectie ADO Den Haag: |
| vr. 31 augustus 2012 Aanvangstijd: 20:45 uur Plaats: Den Haag Kyocera Stadion Toeschouwers: 10.056 Scheidsrechter: Braamhaar | Meijers 12' Wormgoor 58' | 0 - 1         | 12' Bacuna 34' Sparv (Schet) 49' De Leeuw | BASISOPSTELLING: Coutinho - Omeruo, Wormgoor, Supusepa, Meijers - Toornstra, Holla , Jansen - Chery, Poepon, Van Duinen RESERVEBANK: Zwinkels, Malone, Beugelsdijk, Visser, Elbers, Tano, Vicento WISSELS: 60' Vicento Jansen 80' Elbers Supusepa 87' Beugelsdijk Chery |
| |                          |               |                                           | |

Afwezig: Leeuwin, Horváth (blessure)

#### September
| 5e speelronde | SC Heerenveen                | 1 - 3 (0 - 3)           | ADO Den Haag | Selectie ADO Den Haag: |
| za. 15 september 2012 Aanvangstijd: 19:45 uur Plaats: Heerenveen Abe Lenstra Stadion Toeschouwers: 22.500 Scheidsrechter: Ketting | Gouweleeuw (Finnbogason) 53' | 0 - 1 0 - 2 0 - 3 1 - 3 | 11' Holla 20' Poepon (Chery) 23' Toornstra (rebound paal) 28' Chery (Omeruo) 29' Meijers 66' Toornstra 70' Meijers 90+9' Coutinho | BASISOPSTELLING: Coutinho - Omeruo, Wormgoor, Supusepa, Meijers - Toornstra, Holla , Jansen - Chery, Poepon, Van Duinen RESERVEBANK: Zwinkels, Malone, Beugelsdijk, Visser, Elbers, Tano, Vicento WISSELS: 72' Beugelsdijk Van Duinen 73' Visser Jansen 84' Malone Supusepa |
| |                              |                         | | |

Afwezig: Leeuwin, Horváth (blessure)
| 6e speelronde | ADO Den Haag                          | 1 - 1 (1 - 0) | Ajax                                                | Selectie ADO Den Haag: |
| zo. 23 september 2012 Aanvangstijd: 12:30 uur Plaats: Den Haag Kyocera Stadion Toeschouwers: 14.009 Scheidsrechter: Makkelie | Beugelsdijk (Holla) 14' Toornstra 66' | 1 - 0 1 - 1   | 21' Schöne 62' Babel (afvallende bal) 83' Moisander | BASISOPSTELLING: Zwinkels - Omeruo, Wormgoor, Beugelsdijk, Supusepa - Toornstra, Holla , Jansen - Chery, Poepon, Van Duinen RESERVEBANK: De Zwart, Malone, Horváth, Visser, Elbers, Tano, Vicento WISSELS: 71' Vicento Van Duinen 74' Visser Jansen 90+2' Horváth Poepon |
| |                                       |               |                                                     | |

Afwezig: Leeuwin, Coutinho (blessure), Meijers (schorsing)
| 7e speelronde | Heracles Almelo                                                                                | 3 - 3 (3 - 2)                       | ADO Den Haag | Selectie ADO Den Haag: |
| za. 29 september 2012 Aanvangstijd: 19:45 uur Plaats: Almelo Polman Stadion Toeschouwers: 8.295 Scheidsrechter: Dierick (België) | Overtoom (penalty) 20' Te Wierik 23' Overtoom (penalty) 29' Gouriye 32' Overtoom 67' Dorda 68' | 0 - 1 1 - 1 1 - 2 2 - 2 3 - 2 3 - 3 | 11' Duarte (eigen doelpunt) 20' Holla 24' Holla (penalty) 64' Wormgoor 67' Chery 73' Holla (penalty) 82' Omeruo 88' Beugelsdijk | BASISOPSTELLING: Coutinho - Omeruo, Wormgoor, Beugelsdijk, Meijers - Toornstra, Holla , Jansen - Chery, Poepon, Van Duinen RESERVEBANK: Zwinkels, Malone, Horváth, Supusepa, Visser, Elbers, Vicento WISSELS: 59' Zwinkels Coutinho 72' Vicento Jansen 87' Visser Poepon |
| |                                                                                                |                                     | | |

Afwezig: Leeuwin (blessure)

#### Oktober
| 8e speelronde | NEC Nijmegen                     | 1 - 1 (0 - 0) | ADO Den Haag              | Selectie ADO Den Haag: |
| vr. 5 oktober 2012 Aanvangstijd: 20:00 uur Plaats: Nijmegen Goffertstadion Toeschouwers: 10.875 Scheidsrechter: Janssen | George (vrije trap) 47' Foor 65' | 1 - 0 1 - 1   | 21' Omeruo 58' Van Duinen | BASISOPSTELLING: Zwinkels - Omeruo, Wormgoor, Beugelsdijk, Meijers - Toornstra , Visser, Jansen - Chery, Poepon, Van Duinen RESERVEBANK: De Zwart, Malone, Horváth, Supusepa, Mulders, Elbers, Vicento WISSELS: 78' Malone Visser 84' Vicento Jansen |
| |                                  |               |                           | |

Afwezig: Leeuwin, Coutinho (blessure), Holla (schorsing)
| 9e speelronde | ADO Den Haag                                    | 1 - 2 (1 - 2)     | FC Utrecht                                                                | Selectie ADO Den Haag: |
| zo. 21 oktober 2012 Aanvangstijd: 12:30 uur Plaats: Den Haag Kyocera Stadion Toeschouwers: 9.889 Scheidsrechter: Vink | Holla (penalty) 16' Meijers 45' Beugelsdijk 88' | 1 - 0 1 - 1 1 - 2 | 15' Ruiter 22' Gerndt (Oar) 28' Van der Gun 30' Kali 40' Mulenga (Sarota) | BASISOPSTELLING: Zwinkels - Omeruo, Wormgoor, Beugelsdijk, Meijers - Toornstra, Holla , Jansen - Chery, Poepon, Van Duinen RESERVEBANK: Coutinho, Malone, Horváth, Supusepa, Visser, Elbers, Vicento WISSELS: 46' Vicento Jansen |
| |                                                 |                   |                                                                           | |

Afwezig: Leeuwin (blessure)
| 10e speelronde | ADO Den Haag                                             | 2 - 0 (0 - 0) | Willem II                            | Selectie ADO Den Haag: |
| za. 27 oktober 2012 Aanvangstijd: 18:45 uur Plaats: Den Haag Kyocera Stadion Toeschouwers: 10.008 Scheidsrechter: Wiedemeijer | Meijers 55' Holla (penalty) 62' Van Duinen (Meijers) 88' | 1 - 0 2 - 0   | 27' Snijders 47' Podevijn 60' Peters | BASISOPSTELLING: Zwinkels - Omeruo, Wormgoor, Beugelsdijk, Meijers - Toornstra, Holla , Jansen - Chery, Poepon, Van Duinen RESERVEBANK: De Zwart, Malone, Horváth, Supusepa, Visser, Elbers, Vicento WISSELS: 68' Malone Omeruo 76' Visser Holla 89' Supusepa Meijers |
| |                                                          |               |                                      | |

Afwezig: Leeuwin, Coutinho (blessure)

#### November
| 11e speelronde | Roda JC    | 0 - 0 (0 - 0) | ADO Den Haag              | Selectie ADO Den Haag: |
| vr. 2 november 2012 Aanvangstijd: 20:00 uur Plaats: Kerkrade Parkstad Limburg Stadion Toeschouwers: 11.917 Scheidsrechter: Wegereef | Danilo 20' |               | 20' Holla 75' Beugelsdijk | BASISOPSTELLING: Zwinkels - Malone, Wormgoor, Beugelsdijk, Meijers - Toornstra, Holla , Jansen - Chery, Poepon, Van Duinen RESERVEBANK: De Zwart, Omeruo, Horváth, Supusepa, Visser, Elbers, Vicento WISSELS: 56' Vicento Van Duinen 70' Visser Jansen 90' Omeruo Poepon |
| |            |               |                           | |

Afwezig: Leeuwin, Coutinho (blessure)
| 12e speelronde | ADO Den Haag                                                   | 2 - 2 (1 - 1)           | AZ                                                           | Selectie ADO Den Haag: |
| za. 10 november 2012 Aanvangstijd: 19:45 uur Plaats: Den Haag Kyocera Stadion Toeschouwers: 11.000 Scheidsrechter: Bossen | Vicento (fout AZ) 34' Holla (penalty) 47' Omeruo 76' Holla 79' | 0 - 1 1 - 1 2 - 1 2 - 2 | 22' Falkenburg (Viergever) 64' Altidore (Gorter) 79' Esteban | BASISOPSTELLING: Zwinkels - Omeruo, Wormgoor, Beugelsdijk, Meijers - Toornstra, Holla , Jansen - Chery, Poepon, Vicento RESERVEBANK: De Zwart, Malone, Horváth, Supusepa, Korte, Van Duinen, Elbers WISSELS: 62' Van Duinen Poepon |
| |                                                                |                         |                                                              | |

Afwezig: Leeuwin, Coutinho (blessure)
| 13e speelronde | ADO Den Haag                                 | 1 - 6 (0 - 3)                             | PSV | Selectie ADO Den Haag: |
| za. 17 november 2012 Aanvangstijd: 18:45 uur Plaats: Den Haag Kyocera Stadion Toeschouwers: 10.129 Scheidsrechter: Liesveld | Chery 15' Malone 24' Meijers 37' Vicento 62' | 0 - 1 0 - 2 0 - 3 0 - 4 1 - 4 1 - 5 1 - 6 | 14' Narsingh (Hutchinson) 23' Strootman (Wijnaldum) 33' Mertens 53' Wijnaldum (Mertens) 56' Marcelo 72' Derijck 81' Engelaar | BASISOPSTELLING: Coutinho - Malone, Wormgoor, Beugelsdijk, Meijers - Toornstra , Visser, Jansen - Chery, Poepon, Vicento RESERVEBANK: De Zwart, Horváth, Supusepa, Mulders, Tano, Van Duinen, Elbers WISSELS: 46' Van Duinen Visser 46' Supusepa Chery |
| |                                              |                                           | | |

Afwezig: Leeuwin, Zwinkels (blessure) Holla, Omeruo (schorsing)
| 14e speelronde | NAC Breda                | 0 - 3 (0 - 0)     | ADO Den Haag                                                           | Selectie ADO Den Haag: |
| vr. 23 november 2012 Aanvangstijd: 20:00 uur Plaats: Breda Rat Verlegh Stadion Toeschouwers: 17.100 Scheidsrechter: Wiedemeijer | Gudelj 58' De Roover 82' | 0 - 1 0 - 2 0 - 3 | 29' Van Duinen 59' Beugelsdijk 74' Chery (Poepon) 83' Poepon (penalty) | BASISOPSTELLING: Coutinho - Omeruo, Wormgoor, Beugelsdijk, Supusepa - Toornstra, Holla , Jansen - Chery, Poepon, Van Duinen RESERVEBANK: De Zwart, Malone, Horváth, Visser, Tano, Vicento, Elbers WISSELS: 64' Vicento Van Duinen 76' Malone Jansen 88' Visser Holla |
| |                          |                   |                                                                        | |

Afwezig: Leeuwin, Zwinkels (blessure), Meijers (schorsing)

#### December
| 15e speelronde | FC Twente                                                 | 2 - 0 (0 - 0) | ADO Den Haag         | Selectie ADO Den Haag: |
| za. 01 december 2012 Aanvangstijd: 18:45 uur Plaats: Enschede Grolsch Veste Toeschouwers: 29.300 Scheidsrechter: Wegereef | Janssen 38' Tadić (Boelykin) 55' Rosales 57' Boelykin 83' | 1 - 0 2 - 0   | 49' Chery 61' Poepon | BASISOPSTELLING: Coutinho - Omeruo, Wormgoor, Beugelsdijk, Meijers - Toornstra, Holla , Jansen - Chery, Poepon, Van Duinen RESERVEBANK: De Zwart, Malone, Supusepa, Visser, Tano, Vicento, Elbers WISSELS: 51' Malone Van Duinen 63' Supusepa Jansen 84' Vicento Poepon |
| |                                                           |               |                      | |

Afwezig: Leeuwin, Zwinkels (blessure)
| 16e speelronde | ADO Den Haag               | 1 - 1 (0 - 1) | PEC Zwolle                                                    | Selectie ADO Den Haag: |
| za. 08 december 2012 Aanvangstijd: 19:45 uur Plaats: Den Haag Kyocera Stadion Toeschouwers: 9.134 Scheidsrechter: Van Sichem | Toornstra (Van Duinen) 65' | 0 - 1 1 - 1   | 11' Van Polen 24' Achenteh (vrije trap) 48' Lachman 53' Pluim | BASISOPSTELLING: Coutinho - Omeruo, Wormgoor, Beugelsdijk, Supusepa - Toornstra, Holla , Meijers - Van Duinen, Poepon, Vicento RESERVEBANK: De Zwart, Malone, Horváth, Jansen, Visser, Tano, Elbers WISSELS: 74' Elbers Vicento 80' Malone Omeruo |
| |                            |               |                                                               | |

Afwezig: Leeuwin, Zwinkels (blessure), Chery (schorsing)
| 17e speelronde | Feyenoord                                                                                         | 3 - 2 (2 - 1)                 | ADO Den Haag | Selectie ADO Den Haag: |
| zo. 16 december 2012 Aanvangstijd: 14:30 uur Plaats: Rotterdam De Kuip Toeschouwers: 42.000 Scheidsrechter: Bossen | Pellè 15' Immers (penalty) 45+1' Elabdellaoui 54' Martins Indi 57' Chery (e.d.) 86' Mokotjo 90+3' | 1 - 0 1 - 1 2 - 1 2 - 2 3 - 2 | 16' Van Duinen (Meijers) 39' Toornstra 45' Wormgoor 57' Holla (penalty) 58' Beugelsdijk 68' Supusepa 78' Meijers 90+3' Vicento | BASISOPSTELLING: Coutinho - Omeruo, Wormgoor, Beugelsdijk, Supusepa - Toornstra, Holla , Meijers - Van Duinen, Poepon, Chery RESERVEBANK: De Zwart, Malone, Horváth, Jansen, Visser, Vicento, Elbers WISSELS: 24' Elbers Poepon 62' Malone Elbers 89' Vicento Supusepa |
| |                                                                                                   |                               | | |

Afwezig: Leeuwin, Zwinkels (blessure)
| 18e speelronde | ADO Den Haag                                                | 2 - 0 (1 - 0) | NEC Nijmegen                          | Selectie ADO Den Haag: |
| za. 22 december 2012 Aanvangstijd: 19:45 uur Plaats: Den Haag Kyocera Stadion Toeschouwers: 11.229 Scheidsrechter: Boucaut | Toornstra (Wormgoor) 33' Malone 76' Toornstra (Meijers) 87' | 1 - 0 2 - 0   | 18' Pálsson 22' Conboy 87' Van Eijden | BASISOPSTELLING: Coutinho - Malone, Omeruo, Wormgoor, Supusepa - Toornstra, Holla , Jansen - Van Duinen, Poepon, Meijers RESERVEBANK: De Zwart, Horváth, Buwalda, Visser, Bakker, Vicento, Elbers WISSELS: 60' Vicento Jansen 82' Elbers Poepon 89' Visser Toornstra |
| |                                                             |               |                                       | |

Afwezig: Leeuwin, Zwinkels (blessure) Beugelsdijk, Chery (schorsing)

#### Januari
| 19e speelronde | Willem II                                    | 1 - 1 (0 - 1) | ADO Den Haag                  | Selectie ADO Den Haag: |
| zo. 20 januari 2013 Aanvangstijd: 14:30 uur Plaats: Tilburg Koning Willem II Stadion Toeschouwers: 10.000 Scheidsrechter: Ketting | Guijt 40' Podevijn 51' Peters 56' Mulder 79' | 0 - 1 1 - 1   | 20' Jansen (Chery) 54' Malone | BASISOPSTELLING: Coutinho - Malone, Wormgoor, Supusepa, Meijers - Toornstra, Holla , Jansen - Van Duinen, Poepon, Chery RESERVEBANK: De Zwart, Buwalda, Leeuwin, Visser, Kolk, Vicento, Elbers WISSELS: 65' Vicento Poepon 80' Visser Jansen 85' Kolk Van Duinen |
| |                                              |               |                               | |

Afwezig: Zwinkels, Horváth (blessure), Beugelsdijk (schorsing), Omeruo (Afrika Cup)
| 20e speelronde | ADO Den Haag                                                             | 2 - 2 (1 - 1)           | Roda JC Kerkrade                                                                            | Selectie ADO Den Haag: |
| za. 26 januari 2013 Aanvangstijd: 19:45 uur Plaats: Den Haag Kyocera Stadion Toeschouwers: 8.254 Scheidsrechter: Braamhaar | Van Duinen (Toornstra) 14' Wormgoor 42' Holla (penalty) 78' Wormgoor 87' | 1 - 0 1 - 1 2 - 1 2 - 2 | 45' Lebedynski (Danilo) 49' Malki 78' Donald 78' Kurto 88' Fledderus (penalty) 90+2' Németh | BASISOPSTELLING: Coutinho - Malone, Wormgoor, Beugelsdijk, Supusepa - Toornstra, Holla , Jansen - Chery, Van Duinen, Meijers RESERVEBANK: De Zwart, Leeuwin, Visser, Kolk, Poepon, Vicento, Elbers WISSELS: 64' Poepon Supusepa 85' Kolk Chery |
| |                                                                          |                         |                                                                                             | |

Afwezig: Zwinkels, Horváth (blessure), Omeruo (Afrika Cup)

#### Februari
| 21e speelronde | PSV                                                                                                  | 7 - 0 (1 - 0)                             | ADO Den Haag           | Selectie ADO Den Haag: |
| za. 2 februari 2013 Aanvangstijd: 20:45 uur Plaats: Eindhoven Philips Stadion Toeschouwers: 32.300 Scheidsrechter: Danny Makkelie | Wijnaldum 9' Lens 26' Supusepa 57' (e.d.) Mertens 64' Lens 66' Locadia 80' Mertens 85' Wijnaldum 90' | 1 - 0 2 - 0 3 - 0 4 - 0 5 - 0 6 - 0 7 - 0 | 92' Meijers 78' Visser | BASISOPSTELLING: Coutinho, Koppers, Supusepa, Malone, Beugelsdijk, Holla, Jansen, Meijers, Chery, Visser, Van Duinen RESERVEBANK: De Zwart, Buwalda, Leeuwin, Kolk, Vicento, Poepon, Elbers WISSELS: 71' Leeuwin Holla 76' Vicento Van Duinen |
| | |                                           |                        | |

| 22e speelronde | ADO Den Haag                     | 2 - 1 (0 - 0)     | NAC Breda                                                          | Selectie ADO Den Haag: |
| za. 9 februari 2013 Aanvangstijd: 18:45 uur Plaats: Den Haag Kyocera Stadion Toeschouwers: 11.000 Scheidsrechter: Ruud Bossen | Vicento 50' Chery 68' Elbers 82' | 1 - 0 2 - 0 2 - 1 | 33' Janse 65' Janse 65' Ten Rouwelaar 83' Ten Voorde 33' Seuntjens | BASISOPSTELLING: Coutinho, Koppers, Supusepa, Malone, Beugelsdijk, Holla, Jansen, Chery, Kolk, Van Duinen, Vicento RESERVEBANK: De Zwart, Buwalda, Bakker, Leeuwin, Visser, Poepon, Elbers WISSELS: 66' Poepon Kolk 80' Elbers Van Duinen 90' Visser Vicento |
| |                                  |                   |                                                                    | |

| 23e speelronde | ADO Den Haag                                            | 2 - 1 (2 - 1)     | SC Heerenveen                                                                             | Selectie ADO Den Haag: |
| zo. 17 februari 2013 Aanvangstijd: 14:30 uur Plaats: Den Haag Kyocera Stadion Toeschouwers: 10.000 Scheidsrechter: Dennis Higler | Holla 21' Holla 24' Kolk 36' Beugelsdijk 65' Malone 75' | 0 - 1 1 - 1 2 - 1 | 13' Kums 27' Finnbogason 35' Van den Berg 44' Van den Berg 44' Kums 47' Zomer 71' Raitala | BASISOPSTELLING: Coutinho, Koppers, Wormgoor, Malone, Beugelsdijk, Holla, Jansen, Meijers, Chery, Kolk, Van Duinen RESERVEBANK: De Zwart, Leeuwin, Supusepa, Vicento, Visser, Poepon, Elbers WISSELS: 66' Vicento Holla 74' Supusepa Koppers 80' Visser Kolk |
| |                                                         |                   |                                                                                           | |

| 24e speelronde | AFC Ajax   | 1 - 1 (0 - 1) | ADO Den Haag             | Selectie ADO Den Haag: |
| zo. 24 februari 2013 Aanvangstijd: 14:30 uur Plaats: Amsterdam Amsterdam ArenA Toeschouwers: 46.772 Scheidsrechter: Pol van Boekel | Schöne 85' | 0 - 1 1 - 1   | 25' Van Duinen 30' Chery | BASISOPSTELLING: Coutinho, Koppers, Wormgoor, Omeruo, Malone, Beugelsdijk, Jansen, Meijers, Chery, Poepon, Van Duinen RESERVEBANK: De Zwart, Leeuwin, Supusepa, Vicento, Visser, Kolk, Elbers WISSELS: 60' Kolk Van Duinen 78' Visser Poepon 83' Supusepa Koppers |
| |            |               |                          | |

#### Maart
| 25e speelronde | ADO Den Haag                              | 3 - 1 (0 - 0)           | Heracles Almelo | Selectie ADO Den Haag: |
| zo. 3 maart 2013 Aanvangstijd: 16:30 uur Plaats: Den Haag Kyocera Stadion Toeschouwers: 11.147 Scheidsrechter: Tom van Sichem | Van Duinen 65' \|Van Duinen 81' Chery 87' | 1 - 0 1 - 1 2 - 1 3 - 1 | 76' Castillion  | BASISOPSTELLING: Coutinho, Koppers, Wormgoor, Omeruo, Malone, Beugelsdijk, Jansen, Meijers, Chery, Van Duinen, Vicento RESERVEBANK: De Zwart, Leeuwin, Supusepa, Bakker, Kolk, Visser, Poepon WISSELS: 80' Kolk Vicento 89' Visser Van Duinen 90' Leeuwin Jansen |
| |                                           |                         |                 | |

| 26e speelronde | AZ      | 1 - 1 (1 - 1) | ADO Den Haag                              | Selectie ADO Den Haag: |
| za. 9 maart 2013 Aanvangstijd: 20:45 uur Plaats: Alkmaar AFAS Stadion Toeschouwers: 16.278 Scheidsrechter: Serdar Gözübüyük | Elm 25' | 0 - 1 1 - 1   | 10' Van Duinen 15' Malone 38' Beugelsdijk | BASISOPSTELLING: De Zwart, Koppers, Wormgoor, Omeruo, Malone, Beugelsdijk, Holla, Jansen, Meijers, Chery, Van Duinen WISSELS: 69' Kolk Holla 88' Poepon Meijers |
| |         |               |                                           | |

| 27e speelronde | ADO Den Haag | 0 - 4 (0 - 2)           | SBV Vitesse                                  | Selectie ADO Den Haag: |
| za. 16 maart 2013 Aanvangstijd: 20:45 uur Plaats: Den Haag Kyocera Stadion Toeschouwers: 10.000 Scheidsrechter: Reinold Wiedemeijer | Koppers 80'  | 0 - 1 0 - 2 0 - 3 0 - 4 | 8' Bony 39' Bony 55' Van Ginkel 85' Havenaar | BASISOPSTELLING: De Zwart, Koppers, Wormgoor, Omeruo, Holla, Jansen, Meijers, Chery, Kolk, Leeuwin, Van Duinen RESERVEBANK: Bakker, Supusepa, Vicento, Visser, Poepon, Buwalda WISSELS: 69' Vicento Kolk 88' Bakker Van Duinen |
| |              |                         |                                              | |

| 28e speelronde | RKC Waalwijk                                                      | 4 - 0 (3 - 0)           | ADO Den Haag | Selectie ADO Den Haag: |
| zo. 31 maart 2013 Aanvangstijd: 14:30 uur Plaats: Waalwijk Mandemakers Stadion Toeschouwers: 6.000 Scheidsrechter: Bas Nijhuis | Lieder 10' Jozefzoon 40' Wormgoor 42' (e.d.) Braber 45' Drost 88' | 1 - 0 2 - 0 3 - 0 4 - 0 | 60' Holla    | BASISOPSTELLING: Coutinho, Koppers, Wormgoor, Omeruo, Malone, Beugelsdijk, Holla, Jansen, Chery, Kolk, Van Duinen RESERVEBANK: De Zwart, Leeuwin, Supusepa, Vicento, Visser, Meijers, Poepon WISSELS: 46' Vicento Koppers 46' Meijers Beugelsdijk 71' Visser Van Duinen |
| |                                                                   |                         |              | |

#### April
| 29e speelronde | FC Utrecht    | 1 - 0 (0 - 0) | ADO Den Haag                            | Selectie ADO Den Haag: |
| zo. 7 april 2013 Aanvangstijd: 12:30 uur Plaats: Utrecht Stadion Galgenwaard Toeschouwers: 17.000 Scheidsrechter: Pieter Vink | Toornstra 71' | 1 - 0         | 76' Beugelsdijk 80' Wormgoor 83' Jansen | BASISOPSTELLING: Coutinho, Koppers, Wormgoor, Omeruo, Malone, Beugelsdijk, Jansen, Meijers, Chery, Kolk, Van Duinen RESERVEBANK: De Zwart, Leeuwin, Supusepa, Bakker, Vicento, Visser, Poepon WISSELS: 46' Poepon Kolk 86' Vicento Jansen |
| |               |               |                                         | |

| 30e speelronde | ADO Den Haag                       | 1 - 3 (1 - 1)           | FC Twente                                                     | Selectie ADO Den Haag: |
| za. 13 april 2013 Aanvangstijd: 20:45 uur Plaats: Den Haag Kyocera Stadion Toeschouwers: 10.330 Scheidsrechter: Pol van Boekel | Van Duinen 41' Holla 51' Holla 60' | 0 - 1 1 - 1 1 - 2 1 - 3 | 24' Douglas 41' Douglas 81' Boelykin 83' Boelykin 90' Rosales | BASISOPSTELLING: Coutinho, Koppers, Wormgoor, Omeruo, Malone, Beugelsdijk, Holla, Jansen, Meijers, Chery, Van Duinen RESERVEBANK: De Zwart, Supusepa, Leeuwin, Merencia, Korte, Vicento, Visser WISSELS: 75' Vicento Van Duinen 85' Visser Jansen |
| |                                    |                         |                                                               | |

| 31e speelronde | FC Groningen                                      | 2 - 1 (2 - 0)     | ADO Den Haag                                                       | Selectie ADO Den Haag: |
| za. 20 april 2013 Aanvangstijd: 18:45 uur Plaats: Groningen Euroborg Toeschouwers: 22.028 Scheidsrechter: Tom van Sichem | Zeefuik 38' Texeira 42' Lindgren 57' Van Dijk 64' | 1 - 0 2 - 0 2 - 1 | 5' Omeruo 45' Jansen 54' Koppers 75' Jansen 77' Vicento 86' Jansen | BASISOPSTELLING: Coutinho, Koppers, Wormgoor, Omeruo, Malone, Beugelsdijk, Jansen, Meijers, Chery, Poepon, Van Duinen RESERVEBANK: De Zwart, Buwalda, Supusepa, Bakker, Vicento, Visser, Kolk WISSELS: 46' Vicento Van Duinen 61' Kolk Meijers |
| |                                                   |                   |                                                                    | |

| 32e speelronde | ADO Den Haag   | 1 - 1 (0 - 1) | VVV-Venlo  | Selectie ADO Den Haag: |
| za. 27 april 2013 Aanvangstijd: 19:45 uur Plaats: Den Haag Kyocera Stadion Toeschouwers: 9.300 Scheidsrechter: Bas Nijhuis | Van Duinen 84' | 0 - 1 1 - 1   | 14' Nwofor | BASISOPSTELLING: Coutinho, Koppers, Wormgoor, Omeruo, Malone, Beugelsdijk, Holla, Meijers, Chery, Poepon, Van Duinen RESERVEBANK: De Zwart, Leeuwin, Korte, Merencia, Supusepa, Vicento, Visser WISSELS: 46' Vicento Beugelsdijk 46' Supusepa Koppers |
| |                |               |            | |

#### Mei
| 33e speelronde | ADO Den Haag                               | 2 - 0 (2 - 0) | Feyenoord | Selectie ADO Den Haag: |
| zo. 5 mei 2013 Aanvangstijd: 12:30 uur Plaats: Den Haag Kyocera Stadion Toeschouwers: 10.000 Scheidsrechter: Richard Liesveld | Van Duinen 10' Holla 37' (pen.) Omeruo 53' | 1 - 0 2 - 0   |           | BASISOPSTELLING: Coutinho, Koppers, Wormgoor, Omeruo, Malone, Holla, Jansen, Meijers, Chery, Van Duinen, Vicento RESERVEBANK: De Zwart, Leeuwin, Kolk, Supusepa, Visser, Bakker, Poepon WISSELS: 62' Kolk Vicento 46' Leeuwin Van Duinen 83' Visser Meijers |
| |                                            |               |           | |

| 34e speelronde | PEC Zwolle                                                           | 4 - 2 (1 - 0)                       | ADO Den Haag                                       | Selectie ADO Den Haag: |
| zo. 12 mei 2013 Aanvangstijd: 14:30 uur Plaats: Zwolle IJsseldeltastadion Toeschouwers: 21.066 Scheidsrechter: Pieter Vink | Benson 19' Lachman 33' Benson 55' Mokhtar 56' Saymak 67' Mokhtar 86' | 1 - 0 2 - 0 2 - 1 3 - 1 3 - 2 4 - 2 | 25' Holla 43' Kolk 60' Vicento 65' Kolk 85' Poepon | BASISOPSTELLING: Coutinho, Koppers, Wormgoor, Malone, Beugelsdijk, Holla, Jansen, Meijers, Chery, Kolk, Vicento RESERVEBANK: De Zwart, Supusepa, Visser, Leeuwin, Elbers, Korte, Poepon WISSELS: 64' Poepon Holla 84' Korte Koppers |
| |                                                                      |                                     |                                                    | |

## Voetnoten
ADO Den Haag ·
Ajax ·
AZ ·
Feyenoord ·
FC Groningen ·
sc Heerenveen ·
Heracles Almelo ·
NAC Breda ·
N.E.C. ·
PEC Zwolle · 
PSV ·
RKC Waalwijk ·
Roda JC Kerkrade ·
FC Twente ·
FC Utrecht ·
Vitesse ·
VVV-Venlo ·
Willem II